# Madagaskar – Ein Reisetagebuch
Madagaskar – Ein Reisetagebuch ist ein französischer animierter Kurzfilm von Bastien Dubois aus dem Jahr 2009.

## Handlung
Ein Reisetagebuch wird aufgeschlagen, es folgen Impressionen des Alltages auf Madagaskar. Ein Mann trifft in einer Bar auf einen Einheimischen, der ihn einlädt, dem Totenwendungsfest Famadihana beizuwohnen, die seine Tante organisiert. Der Mann stimmt zu und erhält die Adresse eines kleinen Dorfs. In einem Überlandbus macht er sich auf den Weg und erreicht den Ort, wo er bereits von seinem Bekannten begrüßt wird.
Die Famadihana wird traditionell vorbereitet, Musik wird gespielt und man trinkt hochprozentigen Toka-Gasy-Rum zu Reis mit Schweinefleisch. Der neu eingekleidete Leichnam wird nun zum Grab gebracht. In der Menschenmenge wird der Erzähler, aus dessen Sicht die Handlung gesehen wird, scheinbar ohnmächtig. Als er erwacht, hört er die Menschen die madagassische Nationalhymne singen. Die Famadihana neigt sich dem Ende zu und man nimmt Abschied von dem Toten.
Es folgen weitere Impressionen des Landes: Das Fußballspiel, Großfamilien, die Wälder und Seen, die Gemeinde Katsepy, die Steppen, das Meer, die Berge, die Großstädte und schließlich der Heimflug mit einem letzten Vogelblick auf die Insel – das Reisetagebuch wird zugeschlagen.

## Produktion
Die Idee für den Film hatte Regisseur Bastien Dubois im Dezember 2004, als er sich entschied, seine Reise nach Madagaskar später in Form eines animierten Reisetagebuchs umzusetzen. Während seines einjährigen Aufenthalts auf Madagaskar hielt Dubois Reiseeindrücke in einem realen Tagebuch fest. Zurück in Paris begann die Arbeit am Film, die zwischen drei und vier Jahre in Anspruch nahm und 2009 beendet war. Unter anderem reiste Dubois im Dezember 2009 nach Madagaskar und zeigte den Film den Dorfbewohnern, die an der im Film dargestellten Famadihana teilgenommen hatten.
Der Film verbindet zahlreiche verschiedene Animationstechniken. Teile sind in Wasserfarbe realisiert, andere in Stickerei, wieder andere erscheinen als 3D-Animation oder bestehen aus gefilmten Objekten auf animiertem Grund: „Es gibt 150 verschiedene Einstellungen in dem Film und ich habe versucht, dafür so viele verschiedene Techniken wie möglich mit den verschiedensten Hilfsmitteln und Stiften zu verwenden“, so Dubois in einem Interview.

## Auszeichnungen
Madagaskar – Ein Reisetagebuch wurde 2011 für einen Oscar in der Kategorie „Bester animierter Kurzfilm“ nominiert, konnte sich jedoch nicht gegen The Lost Thing durchsetzen.